# Live in Concert (Lou Reed)
Live in Concert è una reincisione dell'album Live in Italy di Lou Reed. È stato pubblicato nel 1996.

## Tracce
1. Sweet Jane
2. I'm Waiting for the Man
3. Martial Law
4. Satellite of Love
5. Kill Your Sons
6. Betrayed
7. Sally Can't Dance
8. Wages of Fear
9. Average Guy
10. White Light/White Heat
11. Medley: Some Kinda Love/Sister Ray
12. Walk on the Wild Side
13. Heroin
14. Rock & Roll